# Heysham
Heysham (/ˈhiːʃəm/ ) è un villaggio e parrocchia civile di 16 573 abitanti del Lancashire, in Inghilterra.

## Geografia
Heysham dista circa 10 km da Lancaster, e circa 40 km da Kendal. Nei pressi della centrale nucleare di Heysham è presente una riserva naturale gestita dal Lancashire Wildlife Trust.

## Storia
L'insediamento, risalente al Neolitico, è testimoniato da reperti come asce e martelli di pietra, conservati nel Museo di Lancaster. Dai reperti si conclude che a Heysham c'erano dei tumuli; il sito è noto nella regione come The Barrows. Heysham ospita l'unica costa rocciosa del Lancashire, con boschi, praterie, spiagge sabbiose e profonde pozze di marea, il tutto nello stesso posto.
Le famose tombe scavate nella roccia nelle rovine della cappella di San Patrizio, vicino alla chiesa di San Pietro, risalgono all'XI secolo. Secondo la leggenda, San Patrizio fondò lì una cappella, che però fu effettivamente costruita solo 200 anni dopo la sua morte. Queste tombe appaiono anche sulla copertina dell'album The Best of Black Sabbath dei Black Sabbath.
Il terreno della chiesa di San Pietro contiene resti risalenti all'epoca anglosassone e vichinga, tra cui una pietra a schiena d'asino. Inoltre, Heysham è uno dei tre siti delle isole britanniche in cui è stato conservato un labirinto di epoca preromana. 

## Infrastrutture e trasporti

### Servizi portuali e traghetti
Il porto di Heysham inizio ad operare nel 1904, e gestisce diversi servizi di traghetti verso l'Isola di Man, diversi servizi di trasporto merci verso l'Irlanda e i giacimenti della baia di Morecambe.

### Ferrovia
La stazione di Heysham Port è situata vicino al porto di Heysham, e permette un rapido collegamento tra Heysham e Lancaster, attraverso la linea secondaria di Morecambe.

### Strada
Heysham è collegata direttamente alla Motorway M6 attraverso la Bay Gateway, una superstrada a doppia carreggiata aperta nel 2016.

### Centrale nucleare
La centrale nucleare di Heysham è divisa in due sezioni, denominate Heysham A ed Heysham B. Nel 2027, Heysham A verrà decommissionata e Heysham B verrà decommissionata nel 2030.